# Adam Davies
Adam Rhys Davies (Rinteln, 17 luglio 1992) è un calciatore gallese con cittadinanza tedesca, portiere dello Sheffield Utd e della nazionale gallese.

## Carriera

### Club
Svincolatosi dall'Everton, il 23 ottobre 2012 viene tesserato dallo Sheffield Wednesday per sopperire agli infortuni di Stephen Bywater e Arron Jameson. Dopo aver coperto per due stagioni il ruolo di riserva alle spalle di Kirkland, il 13 giugno 2014 si accorda con il Barnsley per due stagioni. Esordisce con i Tykes il 9 agosto contro il Crawley Town al primo impegno ufficiale della stagione.
In seguito alla cessione di Ross Turnbull - con cui si era alternato nel corso della stagione - diventa il portiere titolare della rosa.
Il 25 giugno 2019 viene acquistato dallo Stoke City.
Il 25 gennaio 2022 viene ceduto a titolo definitivo al Sheffield Utd.

### Nazionale
Il 4 ottobre 2016 viene convocato in nazionale dal CT Coleman in vista degli impegni contro Georgia e Austria, assistendo in entrambe le occasioni i propri compagni dalla panchina. Dopo varie convocazioni in cui è rimasto in panchina, il 20 marzo 2019 fa il suo debutto in amichevole contro Trinidad e Tobago rilevando al 46º Danny Ward.

## Statistiche

### Presenze e reti nei club
Statistiche aggiornate al 8 maggio 2023.
| Stagione              | Squadra               | Campionato            | Campionato | Campionato | Coppe nazionali | Coppe nazionali | Coppe nazionali | Coppe continentali | Coppe continentali | Coppe continentali | Altre coppe | Altre coppe | Altre coppe | Totale | Totale |
| Stagione              | Squadra               | Comp                  | Pres       | Reti       | Comp            | Pres            | Reti            | Comp               | Pres               | Reti               | Comp        | Pres        | Reti        | Pres   | Reti   |
| --------------------- | --------------------- | --------------------- | ---------- | ---------- | --------------- | --------------- | --------------- | ------------------ | ------------------ | ------------------ | ----------- | ----------- | ----------- | ------ | ------ |
| 2012-2013             | Sheffield Weds        | FLC                   | 0          | 0          | FACup+CdL       | 0               | 0               | -                  | -                  | -                  | -           | -           | -           | 0      | 0      |
| 2013-2014             | Sheffield Weds        | FLC                   | 0          | 0          | FACup+CdL       | 0               | 0               | -                  | -                  | -                  | -           | -           | -           | 0      | 0      |
| Totale Sheffield Weds | Totale Sheffield Weds | Totale Sheffield Weds | 0          | 0          |                 | 0               | 0               |                    | -                  | -                  |             | -           | -           | 0      | 0      |
| 2014-2015             | Barnsley              | FL1                   | 23         | -21        | FACup+CdL       | 0+1             | -2              | -                  | -                  | -                  | FLT         | 1           | 0           | 25     | -23    |
| 2015-2016             | Barnsley              | FL1                   | 38+3       | -43 + -2   | FACup+CdL       | 1+1             | -1 + -5         | -                  | -                  | -                  | FLT         | 6           | -8          | 49     | -59    |
| 2016-2017             | Barnsley              | FLC                   | 46         | -67        | FACup+CdL       | 2+1             | -2 + -2         | -                  | -                  | -                  | -           | -           | -           | 49     | -71    |
| 2017-2018             | Barnsley              | FLC                   | 35         | -53        | FACup+CdL       | 1+3             | -4 + -6         | -                  | -                  | -                  | -           | -           | -           | 39     | -63    |
| 2018-2019             | Barnsley              | FL1                   | 42         | -36        | FACup+CdL       | 3+0             | -3              | -                  | -                  | -                  | FLT         | 2           | -4          | 47     | -43    |
| Totale Barnsley       | Totale Barnsley       | Totale Barnsley       | 184+3      | -220 + -2  |                 | 13              | -25             |                    | -                  | -                  |             | 9           | -12         | 209    | -259   |
| 2019-2020             | Stoke City            | FLC                   | 4          | -2         | FACup+CdL       | 1+0             | -1              | -                  | -                  | -                  | -           | -           | -           | 5      | -3     |
| 2020-2021             | Stoke City            | FLC                   | 17         | -15        | FACup+CdL       | 0+4             | 0               | -                  | -                  | -                  | -           | -           | -           | 21     | -15    |
| 2021-gen. 2022        | Stoke City            | FLC                   | 12         | -10        | FACup+CdL       | 0+3             | -2              | -                  | -                  | -                  | -           | -           | -           | 15     | -12    |
| Totale Stoke City     | Totale Stoke City     | Totale Stoke City     | 33         | -27        |                 | 8               | -3              |                    | -                  | -                  |             | -           | -           | 41     | -30    |
| gen.-giu. 2022        | Sheffield Utd         | FLC                   | 0          | 0          | FACup+CdL       | -               | -               | -                  | -                  | -                  | -           | -           | -           | 0      | 0      |
| 2022-2023             | Sheffield Utd         | FLC                   | 7          | -7         | FACup+CdL       | 3+0             | -4+0            | -                  | -                  | -                  | -           | -           | -           | 10     | -11    |
| 2023-2024             | Sheffield Utd         | PL                    | 0          | 0          | FACup+CdL       | 0+1             | -0              | -                  | -                  | -                  | -           | -           | -           | 1      | -0     |
| Totale Sheffield Utd  | Totale Sheffield Utd  | Totale Sheffield Utd  | 7          | -7         |                 | 3               | -4              |                    | -                  | -                  |             | -           | -           | 11     | -11    |
| Totale carriera       | Totale carriera       | Totale carriera       | 227        | -256       |                 | 24              | -32             |                    | -                  | -                  |             | 9           | -12         | 261    | -300   |

### Cronologia presenze e reti in Nazionale
| Cronologia completa delle presenze e delle reti in nazionale ― Galles | Cronologia completa delle presenze e delle reti in nazionale ― Galles | Cronologia completa delle presenze e delle reti in nazionale ― Galles | Cronologia completa delle presenze e delle reti in nazionale ― Galles | Cronologia completa delle presenze e delle reti in nazionale ― Galles | Cronologia completa delle presenze e delle reti in nazionale ― Galles | Cronologia completa delle presenze e delle reti in nazionale ― Galles | Cronologia completa delle presenze e delle reti in nazionale ― Galles |
| Data                                                                  | Città                                                                 | In casa                                                               | Risultato                                                             | Ospiti                                                                | Competizione                                                          | Reti                                                                  | Note                                                                  |
| --------------------------------------------------------------------- | --------------------------------------------------------------------- | --------------------------------------------------------------------- | --------------------------------------------------------------------- | --------------------------------------------------------------------- | --------------------------------------------------------------------- | --------------------------------------------------------------------- | --------------------------------------------------------------------- |
| 20-3-2019                                                             | Wrexham                                                               | Galles                                                                | 1 – 0                                                                 | Trinidad e Tobago                                                     | Amichevole                                                            | -                                                                     | 46’                                                                   |
| 14-10-2020                                                            | Sofia                                                                 | Bulgaria                                                              | 0 – 1                                                                 | Galles                                                                | UEFA Nations League 2020-2021 - 1º turno                              | -                                                                     | 79’                                                                   |
| 29-3-2022                                                             | Cardiff                                                               | Galles                                                                | 1 – 1                                                                 | Rep. Ceca                                                             | Amichevole                                                            | -                                                                     | 60’                                                                   |
| 8-6-2022                                                              | Cardiff                                                               | Galles                                                                | 1 – 2                                                                 | Paesi Bassi                                                           | UEFA Nations League 2022-2023 - 1º turno                              | -2                                                                    | 46’                                                                   |
| 6-6-2024                                                              | Faro                                                                  | Gibilterra                                                            | 0 – 0                                                                 | Galles                                                                | Amichevole                                                            | -                                                                     | 46’                                                                   |
| Totale                                                                |                                                                       | Presenze                                                              | 5                                                                     |                                                                       | Reti                                                                  | -2                                                                    |                                                                       |

## Palmarès

### Club

#### Competizioni giovanili
- Premier Academy League: 1

Everton: 2010-2011

#### Competizioni nazionali
- Football League Trophy: 1

Barnsley: 2015-2016